# Gerencia de Infraestructuras y Equipamientos de Cultura
La Gerencia de Infraestructuras y Equipamientos de Cultura (GIEC) es un organismo público español, adscrito al Ministerio de Cultura, responsable de la ejecución de infraestructuras y equipamientos que sean competencia del Ministerio, así como de la gestión del patrimonio inmobiliario afectado al Departamento.
La Gerencia se encuentra adscrita a la Secretaría de Estado del Departamento, cuyo titular asume la presidencia del organismo. La sede del organismo se encuentra en la calle Alfonso XII, números 3 y 5, en el Cerro de San Blas de Madrid. El edificio corresponde a la antigua Escuela de Ingenieros de Caminos, construido entre 1886 y 1888 por el arquitecto Mariano Carderera.

## Historia
La GIEC nace por Decreto de 22 de febrero de 1957, mediante el cual se creaba la Junta Central de Construcciones Escolares, un organismo dependiente del entonces Ministerio de Educación Nacional, cuyo objetivo era encauzar, dirigir e inspeccionar la gestión de las Juntas Provinciales. Éstas, reguladas en la Orden de 23 de julio de 1955, eran las responsables en cada provincia de la construcción y posterior equipamiento de centros educativos de enseñanza primaria y secundaria.
Tras décadas de trabajo exclusivo en el ámbito educativo, y como consecuencia de la unificación de los Ministerios de Educación y de Cultura en 1996, la Junta, denominada desde 1971 como Junta de Construcciones, Instalaciones y Equipo Escolar, y desde 1995 como Gerencia de Infraestructuras y Equipamientos de Educación y Ciencia, pasó a denominarse Gerencia de Infraestructuras y Equipamientos de Educación y Cultura. Sus funciones se centraron en la ejecución de infraestructuras y equipamientos culturales, educativos y administrativos que fueran competencia del Ministerio de Educación y Cultura, así como la gestión del patrimonio inmobiliario afectado al Departamento.
La Gerencia de Infraestructuras y Equipamientos dejó gradualmente de asumir competencias educativas por pasar éstas a las comunidades autónomas, y se centró en infraestructuras culturales tales como archivos, bibliotecas, museos, auditorios, cinematografía, etc. La aprobación de la nueva planta ministerial, y la recuperación del Ministerio de Cultura en el año 2004, llevó a que se renombrase el organismo como Gerencia de Infraestructuras y Equipamientos de Cultura (GIEC).

## Estructura
El organismo se estructura a través de cinco órganos, la presidencia y cuatro subdirecciones generales.

### Presidente
El Presidente del Organismo Autónomo Gerencia de Infraestructuras y Equipamientos de Educación y Cultura es el Secretario General de Cultura y Deporte.
Como presidente le corresponde:
- La alta dirección y representación del Organismo.
- La aprobación de los planes generales de actuación del mismo.
- La celebración de los contratos y convenios sobre las materias objeto de las competencias del Organismo.

En caso de vacante, ausencia o enfermedad del Presidente, le suplirá el Secretario técnico de Infraestructuras. También depende del Presidente, sin perjuicio de su dependencia funcional del Ministerio de Hacienda, la Intervención Delegada en el Organismo de la Intervención General de la Administración del Estado.

### Secretaría Técnica de Infraestructuras
La Secretaría Técnica de Infraestructuras (STI) es el principal órgano de asistencia al Presidente en la dirección y coordinación de los servicios dependientes de este y en el despacho de cuantos asuntos le encomiende o en él delegue. Además, se encarga de:
- La planificación, programación, impulso y desarrollo de las inversiones en infraestructuras y equipamientos educativos y culturales del Ministerio de Cultura y sus sedes administrativas.
- La supervisión de los proyectos de las obras a ejecutar por el Ministerio y sus organismos públicos salvo aquellos cuyas disposiciones reguladoras contemplen dicha función.

### Subdirección General Económico-Administrativa
La Subdirección General Económico-Administrativa se encarga de la gestión y formalización de convenios con entidades públicas y privadas, siempre que se refieran a materias objeto de la competencia de la Gerencia, así como la asunción de las obligaciones económicas o de cualquier otra índole que se deriven de los suscritos y así se establezca en los mismos. Asimismo, asume la administración de los recursos humanos, régimen interior, habilitación de personal, intendencia, registro e información, archivo general, la ejecución de la contabilidad general del organismo, la confección de su presupuesto y sus modificaciones y liquidación, pagaduría y caja.

### Subdirección General de Obras
La Subdirección General de Obras es la responsable de:
- La elaboración de informes y estudios técnicos sobre el estado de los bienes inmuebles dependientes del Departamento, así como sobre cualquier otra edificación o solar cuando así lo requiera aquel.
- La elaboración de informes técnicos relativos al cumplimiento de la normativa vigente en los centros privados en los que se impartan enseñanzas de régimen general no universitarias, a efectos de la autorización administrativa, en el ámbito de competencia del Ministerio de Cultura y Deporte.
- El desarrollo de trabajos técnicos de ejecución de infraestructuras.
- La vigilancia e inspección de la ejecución de infraestructuras cuando sean objeto de financiación total o parcial con cargo al presupuesto del organismo, así como la acreditación del cumplimiento de los requisitos para el pago de las subvenciones concedidas.

### Subdirección General de Contratación y Gestión Patrimonial
La Subdirección General de Contratación y Gestión Patrimonial asume:
- La tramitación de los procedimientos administrativos de ejecución de infraestructuras en inmuebles objeto de su competencia, en especial, los relativos a la gestión de la contratación de obras precisas para la creación o adecuación integral de infraestructuras y, cuando no estén atribuidos a otras Unidades u organismos, la contratación de los equipamientos necesarios para su puesta en funcionamiento.
- La gestión patrimonial de los inmuebles que por cualquier título utilice el Departamento, salvo cuando esté atribuida directamente a otra Dirección General u organismo público del mismo.
  - A los efectos de este apartado, la Gerencia tiene la consideración de unidad del Ministerio encargada de la administración, gestión y conservación de los bienes y derechos del Patrimonio del Estado afectados o adscritos al Departamento o la Gerencia y de coordinación de actuaciones con la Dirección General del Patrimonio del Estado para la adecuada administración y optimización del uso de los bienes inmuebles.